# 玛丽亚·卡梅涅娃
玛丽亚·安德烈耶夫娜·卡梅涅娃（俄语：Мария Андреевна Каменева，1999年5月27日—）生于奥伦堡，是一名俄罗斯女子游泳运动员，主攻自由泳和仰泳。她在10岁时开始练习游泳，14岁时加入青年国家队。2015年6月，她参加首届欧洲运动会，取得6枚金牌、1枚银牌和2枚铜牌，6枚金牌中有5枚来自于接力项目。2017年，她进入奥伦堡国立大学应用生物技术与工程学院就读。